# Chiune Sugihara
Dans ce nom japonais, le nom de famille, Sugihara, précède le nom personnel.
Chiune Sugihara (杉原 千畝, Sugihara Chiune), aussi appelé Sempo Sugiwara ou Chiune Sempo Sugihara, et surnommé le Schindler japonais (1er janvier 1900 – 31 juillet 1986), est un diplomate japonais orthodoxe qui sauve des milliers de Juifs durant la Seconde Guerre mondiale. Il occupe alors le poste de consul du Japon à Kaunas, en Lituanie.

## Biographie

### Origine et débuts
Chiune Sugihara naît le 1er janvier 1900 (année 33 de l’ère impériale Meiji), près du temple bouddhiste Kyosen-ji (教泉寺) dans la ville de Mino dans la préfecture de Gifu, d’un père de la classe moyenne travaillant dans un bureau fiscal près du temple Kyosen-ji à Mino, Yoshimi Sugihara (杉原好水 ‘‘Sugihara Yoshimi’’) et d’une mère de classe moyenne supérieure, Yatsu Sugihara (杉原やつ ‘‘Sugihara Yatsu’’). Chiune est le deuxième fils d’une fratrie de cinq garçons et une fille.
Son père et sa famille déménagent plusieurs fois : à Nagoya (préfecture de Aichi), en 1903 à Asahi (préfecture de Fukui), en 1904 à Yokkaichi (préfecture de Mie), en 1905 à Nakatsu (préfecture de Gifu).
Le 2 avril 1906, Chiune entre à l'école élémentaire municipale de Nakatsu (maintenant Nakatsugawa dans la préfecture de Gifu). Le 31 mars 1907, il est transféré à l'école primaire municipale de Kuwana dans la préfecture de Mie (actuellement école élémentaire municipale de Nissin). En décembre de cette même année, il entre à l'école élémentaire municipale Nagoya de Furuwatari (maintenant école primaire municipale Heiwa Nagoya) où en 1912, il obtient les honneurs de l'école. Il entre ensuite à l'école secondaire de la préfecture d'Aichi (maintenant lycée Zuiryo), un groupe scolaire collège-lycée.
À la fin de cette scolarité, son père voulait qu'il devienne médecin mais Chiune échoue délibérément à l'examen d'entrée d'études en rendant copie blanche. Au lieu de cela, il entre à l'université de Waseda en 1918 (7 de l'ère Taishō) et en sort diplômé en langue anglaise. À cette époque, il est inscrit également à Yuai Gakusha, la fraternité chrétienne fondée par le pasteur baptiste Harry Baxter Benninhof, afin d'améliorer son anglais.
En 1919, il passe l'examen des bourses d'études du ministère des Affaires étrangères. De 1920 à 1922, Sugihara sert dans l'armée impériale comme lieutenant dans le 79e d'infanterie, stationné en Corée, qui était alors une colonie japonaise. Il démissionne de son poste en novembre 1922 et s'engage dans les examens de qualification linguistique du ministère des Affaires étrangères l'année suivante, en passant l'examen russe avec les honneurs. Le ministère japonais des Affaires étrangères le recrute et l'affecte à Harbin en Chine où il étudie également les langues russe et allemande et il devient ainsi plus tard un expert des affaires russes.

### Au ministère des Affaires étrangères en Mandchourie
Lorsque Sugihara travaille au ministère des Affaires étrangères mandchoue, il participe aux négociations avec l'Union soviétique concernant le chemin de fer de Mandchourie du Nord (東清鐵路), le CER.
Pendant son séjour à Harbin, Sugihara se marie à Klaudia Semionovna Apollonova et pour ce mariage, se convertit au christianisme de l'église orthodoxe russe sous le nom de baptême de Sergueï Pavlovitch.
En 1935, Sugihara quitte son poste de ministre adjoint aux Affaires étrangères en Mandchourie pour protester contre les mauvais traitements infligés par les Japonais aux Chinois locaux.
Sugihara et sa femme divorcent en 1935, avant son retour au Japon, où il épouse Yukiko Kikuchi, devenue Yukiko Sugihara (杉原幸子 Sugihara Yukiko, 1913-2008). Le couple aura quatre fils (Hiroki, Chiaki, Haruki et Nobuki - ce dernier, plus tard, représentera la famille Sugihara). Chiune Sugihara travaille également au département de l'information du ministère des Affaires étrangères et comme interprète pour la délégation japonaise à Helsinki en Finlande.

### Au consulat en Lituanie

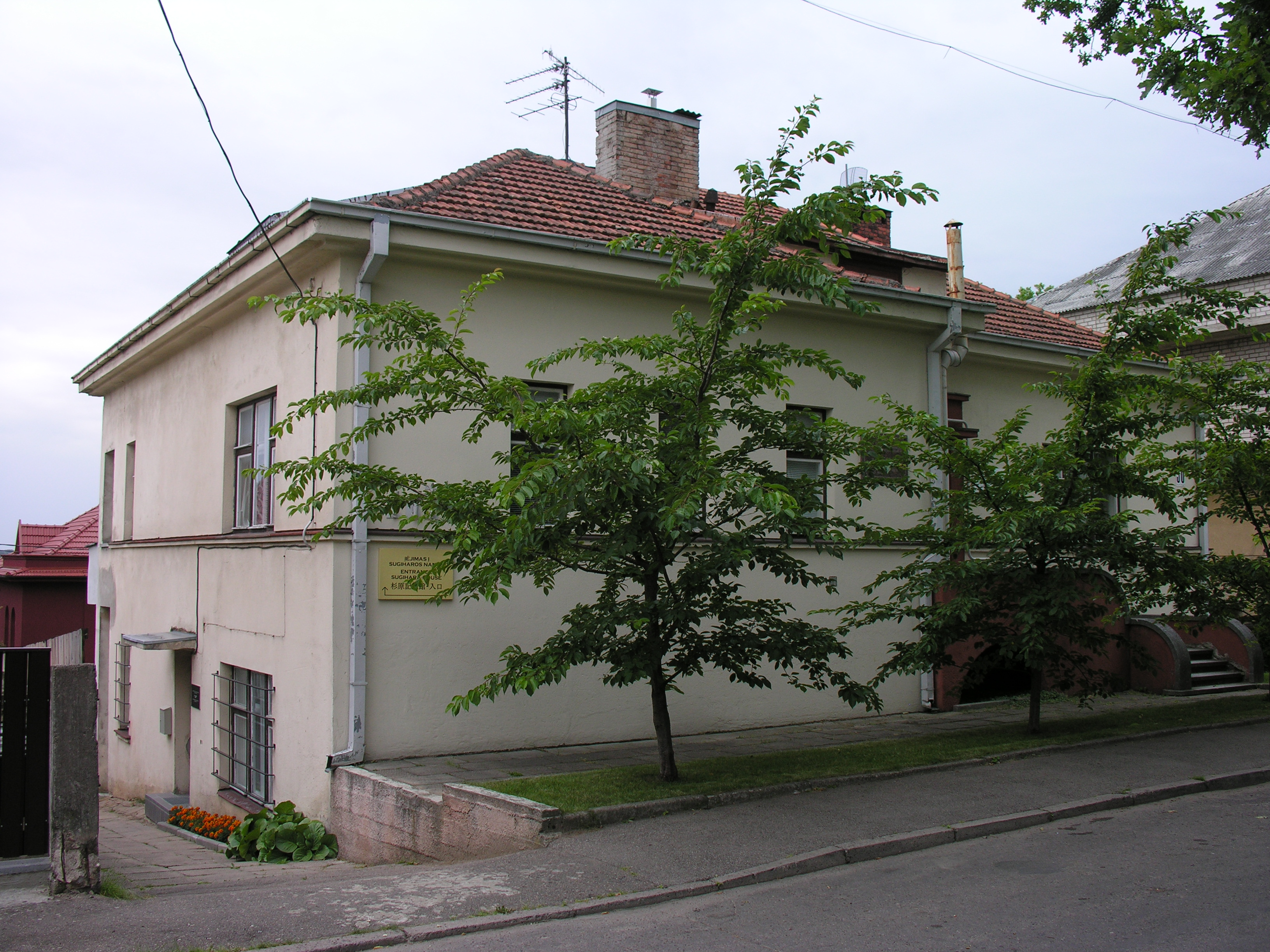
L'ancien consulat japonais à Kaunas, en Lituanie.

En 1939, Sugihara devient vice-consul du Consulat du Japon à Kaunas en Lituanie. Ses fonctions comprennent des rapports sur les mouvements des troupes soviétiques et allemandes, et la recherche d'attaques de l'Allemagne contre les Soviétiques pour, le cas échéant, signaler ces détails à ses supérieurs à Tokyo et à Berlin.
Sugihara coopère avec les renseignements polonais dans le cadre d'un vaste plan de coopération japonais-polonais. Comme l'Union soviétique occupe la Lituanie en 1940, de nombreux réfugiés juifs de Pologne (Juifs polonais) ainsi que des Juifs lituaniens essaient d'acquérir un visa de sortie. Sans visa, il est dangereux de voyager, mais en l'occurrence, il est surtout impossible de trouver des pays prêts à les délivrer. Des centaines de réfugiés viennent aux portes de tous les consulats dont le consulat japonais à Kaunas, en essayant d'obtenir un visa pour le Japon. À l'époque, au bord de la guerre, les Juifs lituaniens forment un tiers de la population urbaine de la Lituanie et la moitié des habitants de chaque ville.

#### Sauvetage de Juifs de Lituanie et Pologne

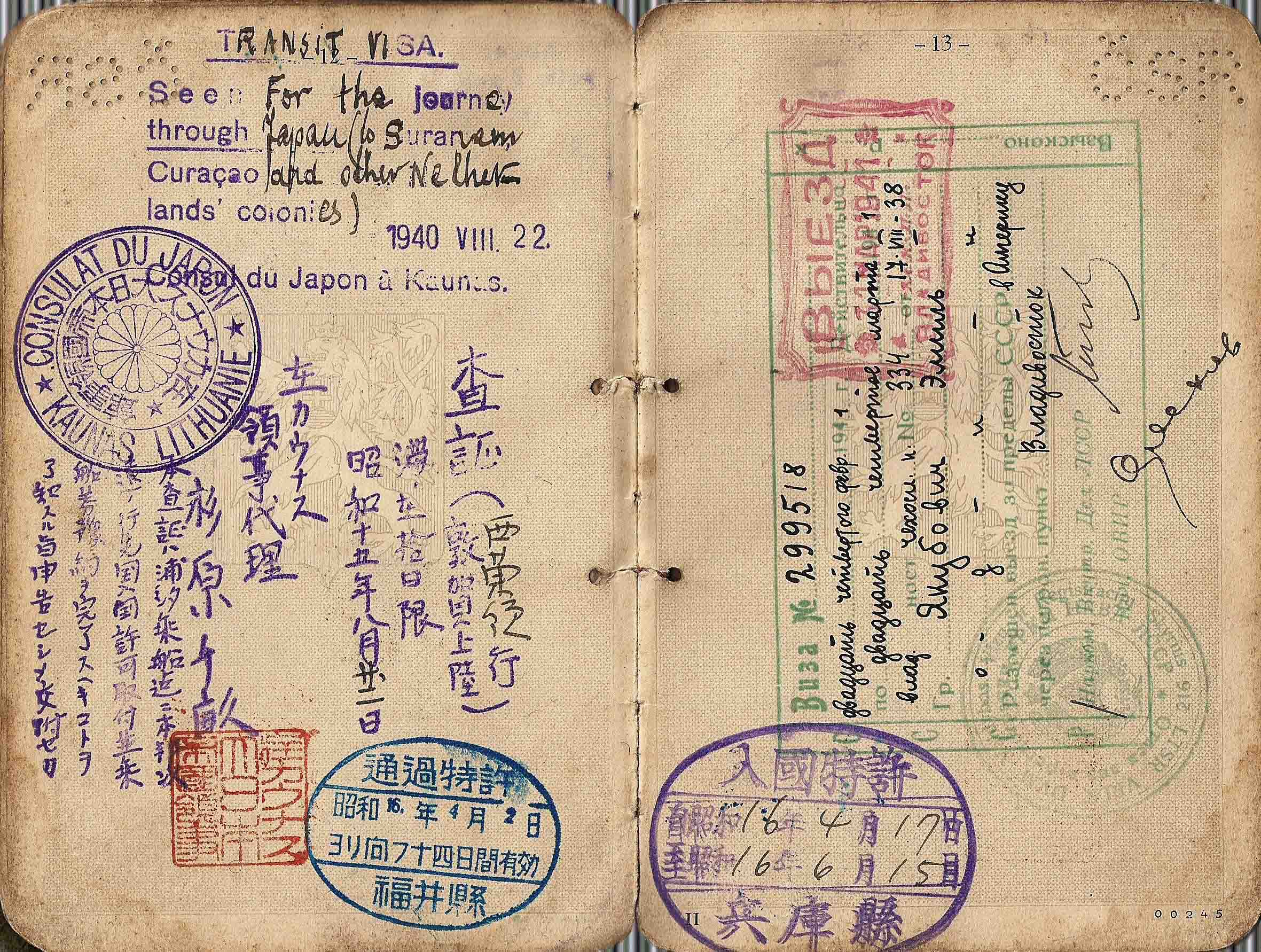
Visas de Chiune Sugihara à Kaunas en Lituanie, daté du 22 août 1940 sur le passeport d'un Tchèque échappé de Pologne en 1939 et réfugié en Lituanie, ainsi que les visas russes pour traverser la Sibérie et ceux pour transiter au Japon afin d'arriver à Tsuruga, Curaçao puis au Suriname.

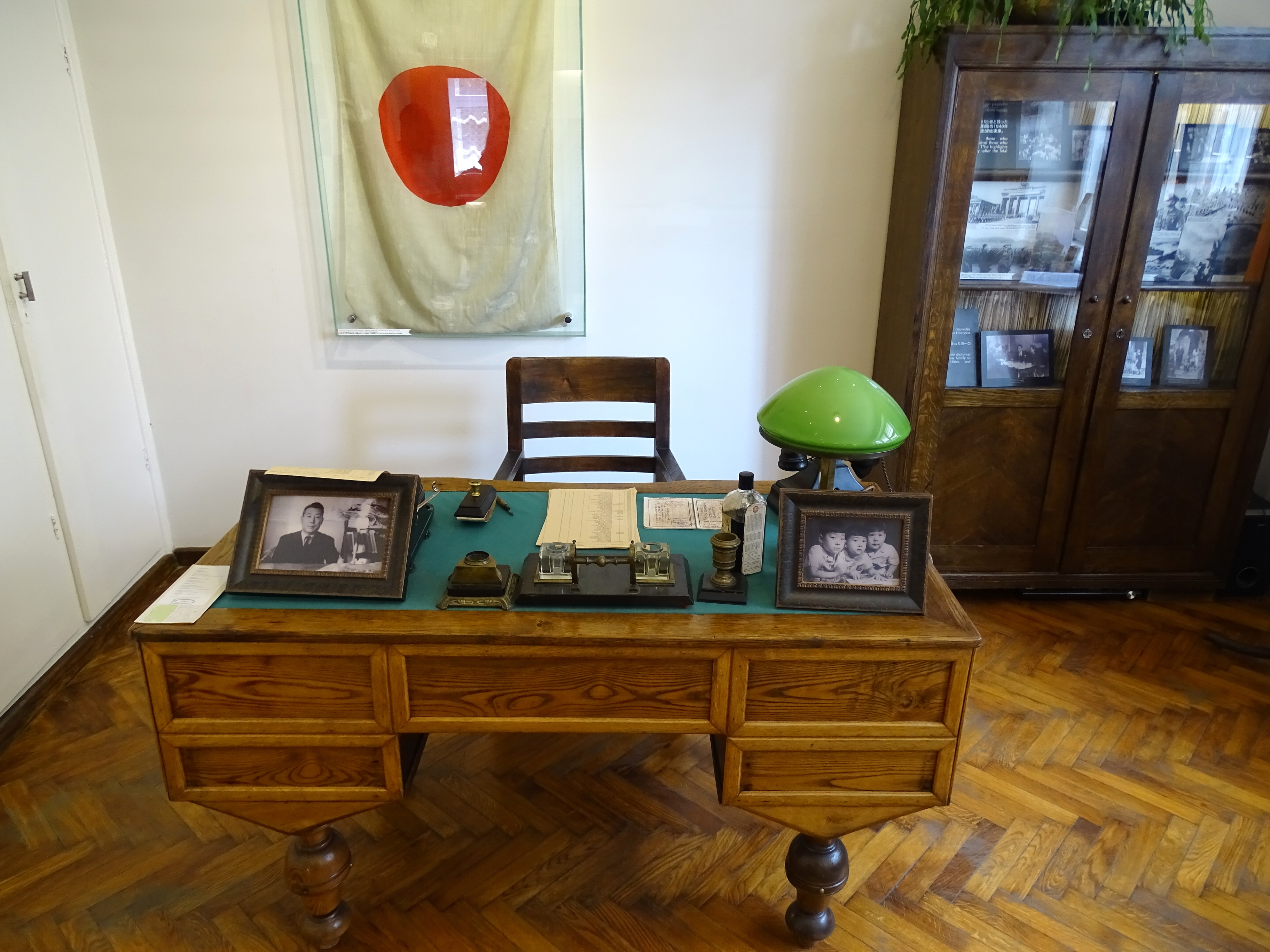
Bureau du consul à Kaunas avec le drapeau d'origine.

Le gouvernement japonais exige que les visas soient délivrés aux seules personnes qui sont passées par les procédures d'immigration appropriées et ont suffisamment de fonds mais la plupart des réfugiés ne remplissent pas ces critères. Sugihara contacte docilement le ministère japonais des Affaires étrangères à trois reprises pour obtenir des instructions à ce propos. À chaque fois, le ministère répond qu'il ne doit être accordé aucun visa pour le Japon sans qu'il y ait un autre visa pour une troisième destination après avoir quitté le Japon, et ce, sans exception.
Dans la période allant du 16 juillet au 3 août 1940, le consul honoraire néerlandais Jan Zwartendijk fournit à des Juifs plus de 2 200 visas comprenant une troisième destination officielle à Curaçao, une île des Caraïbes et colonie hollandaise qui n'exigeait pas de visa d'entrée, ou en Guyane néerlandaise (le Suriname devenu indépendant en 1975).
En bonne intelligence avec son confrère néerlandais Zwartendijk — car conscient comme lui du fait que les demandeurs sont en grand danger s'ils restent sur place —, Sugihara décide d'ignorer les ordres de ses supérieurs et du 18 juillet au 28 août 1940, il émet des visas de transit de dix jours vers le Japon pour les Juifs accourus à son bureau. Compte tenu de son poste subalterne et la culture de la bureaucratie et de la hiérarchie des services japonais, c'est un acte inhabituel de désobéissance. Sugihara parle en outre aux fonctionnaires soviétiques qui acceptent de laisser les Juifs voyager à travers le pays via le Transsibérien pour cinq fois le prix du billet standard.
Sa démarche apparaît purement humaniste et désintéressée car non seulement il n'en tira aucun avantage, mais il fut congédié et sa carrière fut brisée par son action : il est exclu du corps diplomatique japonais en 1945. Ce n'est qu'après sa mort que l'État japonais l'a réhabilité. Quand on lui demanda pourquoi il avait risqué sa carrière, voire sa vie, pour aider d'autres personnes, il aurait répondu, citant un adage samouraï : « Même un chasseur ne peut tuer l'oiseau qui vole vers lui en cherchant un refuge ».
Sugihara continue d'écrire des visas à la main à raison de 18 à 20 heures par jour, produisant la valeur d'un mois normal de visas quotidiennement (environ 300 par jour), et ce, jusqu'au 4 septembre 1940 quand il doit quitter son poste avant que son consulat ne ferme. À cette époque, il avait accordé des milliers de visas aux Juifs dont beaucoup étaient chefs de famille et donc autorisés à prendre leurs familles avec eux. Avant son départ, il remet le tampon officiel consulaire à un réfugié afin que davantage de visas soient émis après lui. Alors qu'il se préparait à partir, Sugihara dit : « S'il vous plaît, pardonnez-moi. Je ne peux pas écrire plus. Je vous souhaite le meilleur. » Quand il salue profondément le peuple amassé devant lui, quelqu'un hurle : « Sugihara, nous ne vous oublierons jamais. Je vais sûrement vous revoir ! ». Selon des témoins, il était toujours en train d'écrire des visas après avoir quitté son hôtel, en transit vers la gare de Kaunas et après être monté à bord du train, jetant par sa fenêtre des visas à la foule des réfugiés désespérés alors même que le train était sorti de gare. En désespoir de cause, des feuilles de papier vierge avec seulement le sceau consulaire et sa signature étaient hâtivement préparées et jetées hors du train.
Sugihara s'est interrogé sur la réaction officielle aux milliers de visas qu'il a émis. Plusieurs années plus tard, il rappelle : « Personne n'a jamais rien dit à ce sujet. Je me souviens avoir pensé qu'ils ne se rendaient probablement pas compte du nombre que j'ai réellement émis. »

### Après Kaunas
Sugihara est réaffecté à Königsberg en Prusse orientale avant de servir en tant que consul général à Prague en Tchécoslovaquie de mars 1941 à la fin de 1942, et dans la légation à Bucarest en Roumanie de 1942 à 1944. Il est promu au rang de troisième secrétaire en 1943, et est décoré de l'Ordre du trésor Sacré de 5e classe, en 1944.
Lorsque les troupes soviétiques entrent en Roumanie, elles emprisonnent Sugihara et sa famille dans un camp en tant que prisonniers de guerre (POW) pendant dix-huit mois. Les Sugihara sont libérés en 1946 et retournent au Japon via l'Union soviétique par le chemin de fer Transsibérien jusqu'au port russe de Nakhodka qui donne sur la mer du Japon.

### Après la guerre
En 1947, le ministère des Affaires étrangères japonais demande à Chiune Sugihara de démissionner, en raison de la réduction des effectifs. Il est donc exclu du corps diplomatique japonais. Certaines sources, y compris sa femme Yukiko Sugihara, affirment que le ministère des Affaires étrangères a dit à Sugihara qu'il était licencié en raison de « cet incident » en Lituanie.
Sugihara s'installe à Fujisawa dans la préfecture de Kanagawa avec sa femme et ses trois fils. Pour faire vivre sa famille, il doit prendre une série de petits emplois, notamment celui de vendeur d'ampoules en faisant du porte à porte.
Une tragédie personnelle le frappe en 1947 quand son plus jeune fils, Haruki, meurt d'une leucémie à l'âge de sept ans, peu de temps après son retour au Japon. En 1949, les Sugihara avaient encore un enfant, Nobuki, qui est leur dernier fils vivant (représentant la famille Sugihara), et résident en Belgique. Sugihara commencera plus tard à travailler pour une société d'exportation en tant que directeur général de l'US Military Post Exchange. Utilisant sa maîtrise de la langue russe, Sugihara est allé, pendant 16 ans, travailler et vivre une vie modeste en Union soviétique, alors que sa famille restait au Japon.

#### Reconnaissance

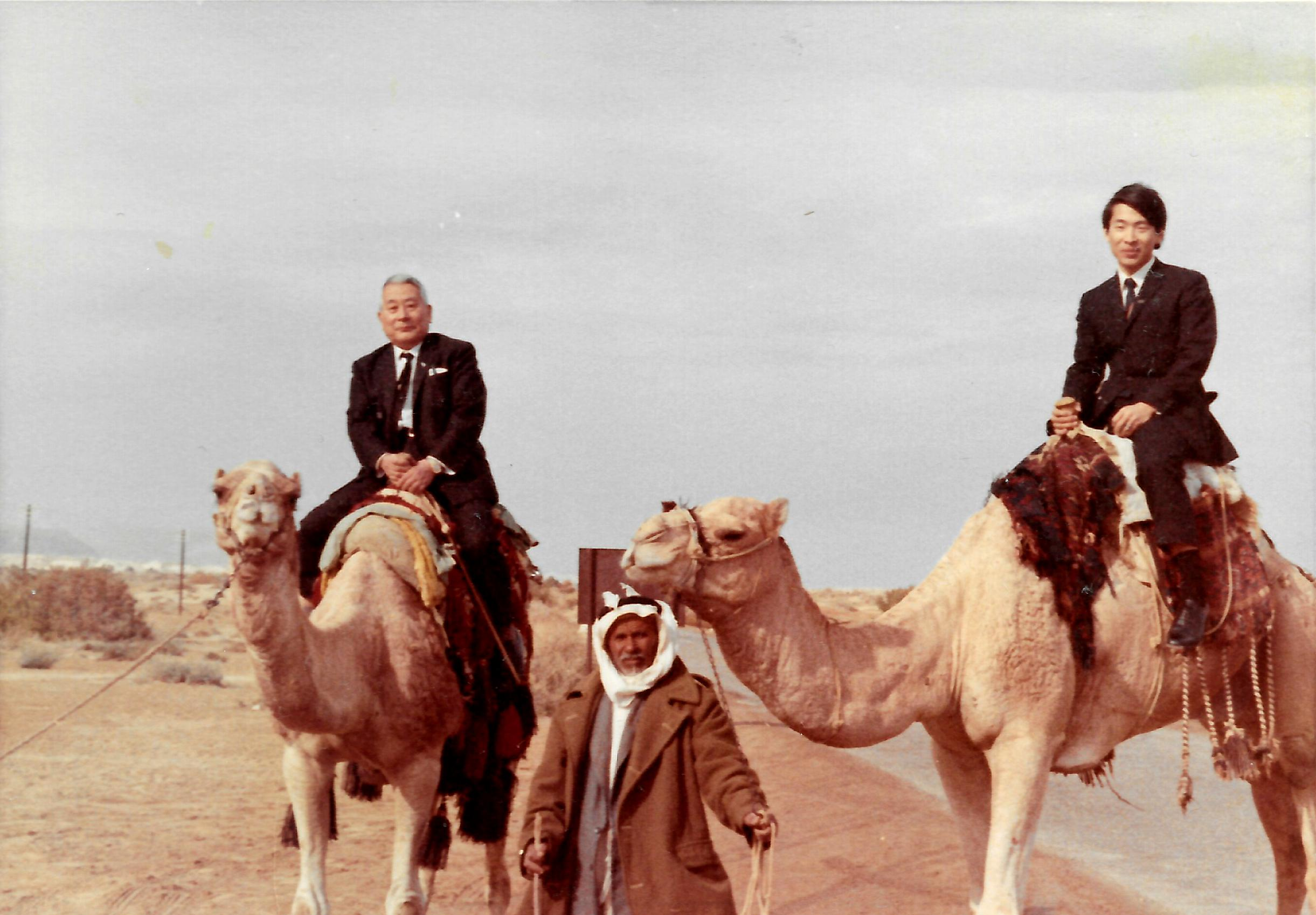
Chiune et son fils Nobuki en visite en Israël en 1969.

Après la guerre, nombre de ceux qui doivent la vie à Sugihara essaient de le retrouver mais se butent à l'administration japonaise simplement parce qu'ils ne parviennent pas à prononcer correctement son nom - à moins que le ministère des Affaires étrangères japonais ait délibérément voulu ignorer Sugihara en ne donnant pas suite à leurs requêtes, pour ne pas affronter la responsabilité japonaise dans le conflit en Asie et dans le Pacifique lors de la Seconde Guerre mondiale. En 1968, Yehoshua (Jehoshua, Joshua) Nishri, un attaché économique à l'ambassade d'Israël à Tokyo et ancien adolescent polonais bénéficiaire d'un « visa Sugihara » dans les années 1940, le localise enfin et prend contact avec lui. L'année suivante, Sugihara est accueilli avec sa famille par le gouvernement israélien et certains rescapés juifs, et visite Israël.
Les bénéficiaires des visas de Sugihara commencent alors à faire pression pour sa reconnaissance par l'institut Yad Vashem en tant que sauveur de Juifs. Les procédures accomplies, en 1984, Yad Vashem reconnaît Chiune Sugihara comme Juste parmi les nations (en hébreu : חסידי אומות העולם, translit. Khasidei Umot ha-Olam). Sa femme Yukiko et son plus jeune fils Nobuki acceptent l'honneur en son nom puisque Sugihara est trop malade pour se déplacer en Israël.

En 1985, 45 ans après l'invasion soviétique de la Lituanie, il lui est demandé les motifs de délivrance des visas aux Juifs. Sugihara explique alors que les réfugiés étaient des êtres humains, et que son aide était simplement nécessaire :
Vous voulez connaître ma motivation, n'est-ce pas ? Bien. C'est le genre de sentiments que n'importe qui aurait quand il verrait des réfugiés face à face, implorant les larmes aux yeux. Il ne peut tout simplement pas s'empêcher de sympathiser avec eux. Parmi les réfugiés, il y avait des personnes âgées et des femmes. Ils étaient si désespérés qu'ils sont allés jusqu'à embrasser mes chaussures. Oui, j'ai été témoin de telles scènes de mes propres yeux. Aussi, j'ai senti à l'époque que le gouvernement japonais n'avait pas d'opinion uniforme à Tokyo. Certains chefs militaires japonais avaient juste peur à cause de la pression des nazis ; tandis que d'autres fonctionnaires du ministère de l'Intérieur étaient simplement ambivalents. Les gens à Tokyo n'étaient pas unis. J'ai trouvé idiot de m'occuper d'eux. Alors, j'ai décidé de ne pas attendre leur réponse. Je savais que quelqu'un se plaindrait sûrement de moi à l'avenir. Mais, j'ai moi-même pensé que ce serait la bonne chose à faire. Il n'y a rien de mal à sauver la vie de nombreuses personnes ... L'esprit d'humanité, la philanthropie ... l'amitié de bon voisinage ... avec cet esprit, je me suis aventuré à faire ce que j'ai fait, confronté à cette situation des plus difficiles - et pour cette raison, je suis allé de l'avant avec un courage redoublé

### Fin de vie

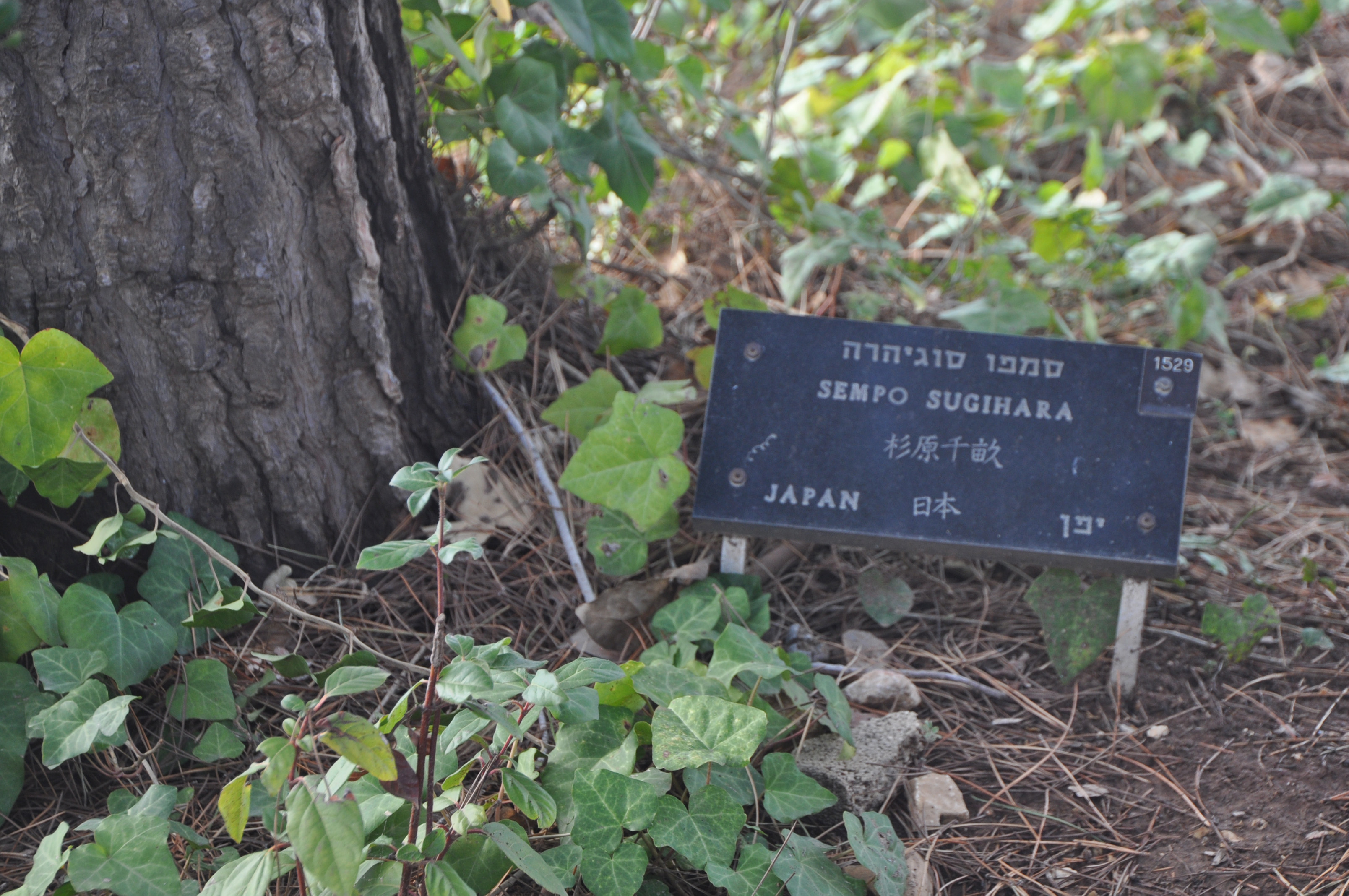
Plaque Chiune « Sempo » Sugihara devant son arbre dans le jardin de Yad Vashem, Jérusalem.

Sugihara meurt le 31 juillet 1986 dans un hôpital de Kamakura. Malgré la publicité que lui a donné Israël et d'autres pays, il reste pratiquement inconnu dans son pays d'origine. C'est seulement quand une importante délégation juive venue du monde entier, notamment l'ambassadeur d'Israël au Japon, assiste à ses funérailles, que ses voisins apprennent ce qu'il avait fait pendant la guerre. Ce n'est qu'après sa mort que l'État japonais le réhabilite. Il peut avoir perdu sa carrière diplomatique, mais il a reçu beaucoup d'éloges à titre posthume.

### Honneurs et distinctions
Chiune Sugihara est officiellement reçu en Israël avec sa famille, en 1969.
Son fils, Nobuki, obtient sans difficulté une bourse pour étudier à l'université de Jérusalem. En fait, il restera dix ans en Israël. En 1985, Israël honore Chiune Sugihara en tant que Juste parmi les nations.

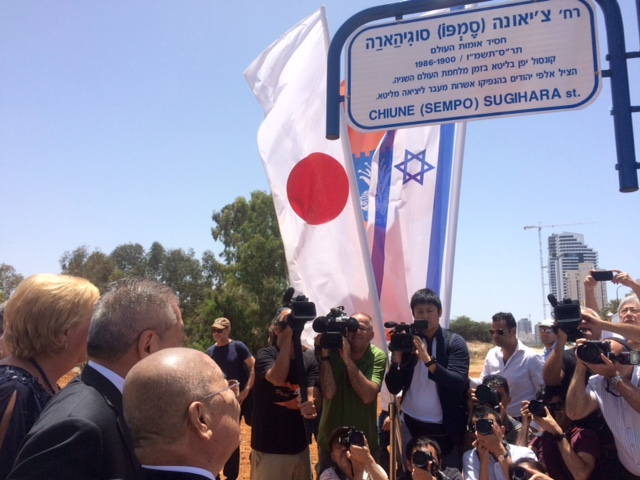
Inauguration de la « rue Sugihara » à Netanya en Israël, en 2016.

Il est également honoré au Shanghai Jewish Refugees Museum, situé dans le quartier de Hongkou, qui abritait le ghetto juif pendant l'occupation japonaise de la Chine.
Plusieurs pays lui rendent hommage en accordant son nom à des rues, des instituts et autres lieux ou événements : Brésil, Canada, Etats-Unis,, Israël,, Japon,, Lituanie,, etc.
Dans son village natal de Yaotsu se trouve le Sugihara Chiune Memorial Hall.
L'astéroïde (25893) Sugihara, découvert en 2000, porte son nom.

#### Films
Un documentaire lui est consacré en 1983 par Fuji Television : Un visa qui détruit le destin.
Un court métrage américain intitulé Visas and Virtue et réalisé par (en) Chris Tashima, sort en 1997, et s'inspire de la vie du « Schindler japonais ». Il remporte l'Oscar du meilleur court métrage en prises de vues réelles en 1998 et d'autres prix.
Le film Persona non grata (Toho) lui est consacré en 2015.

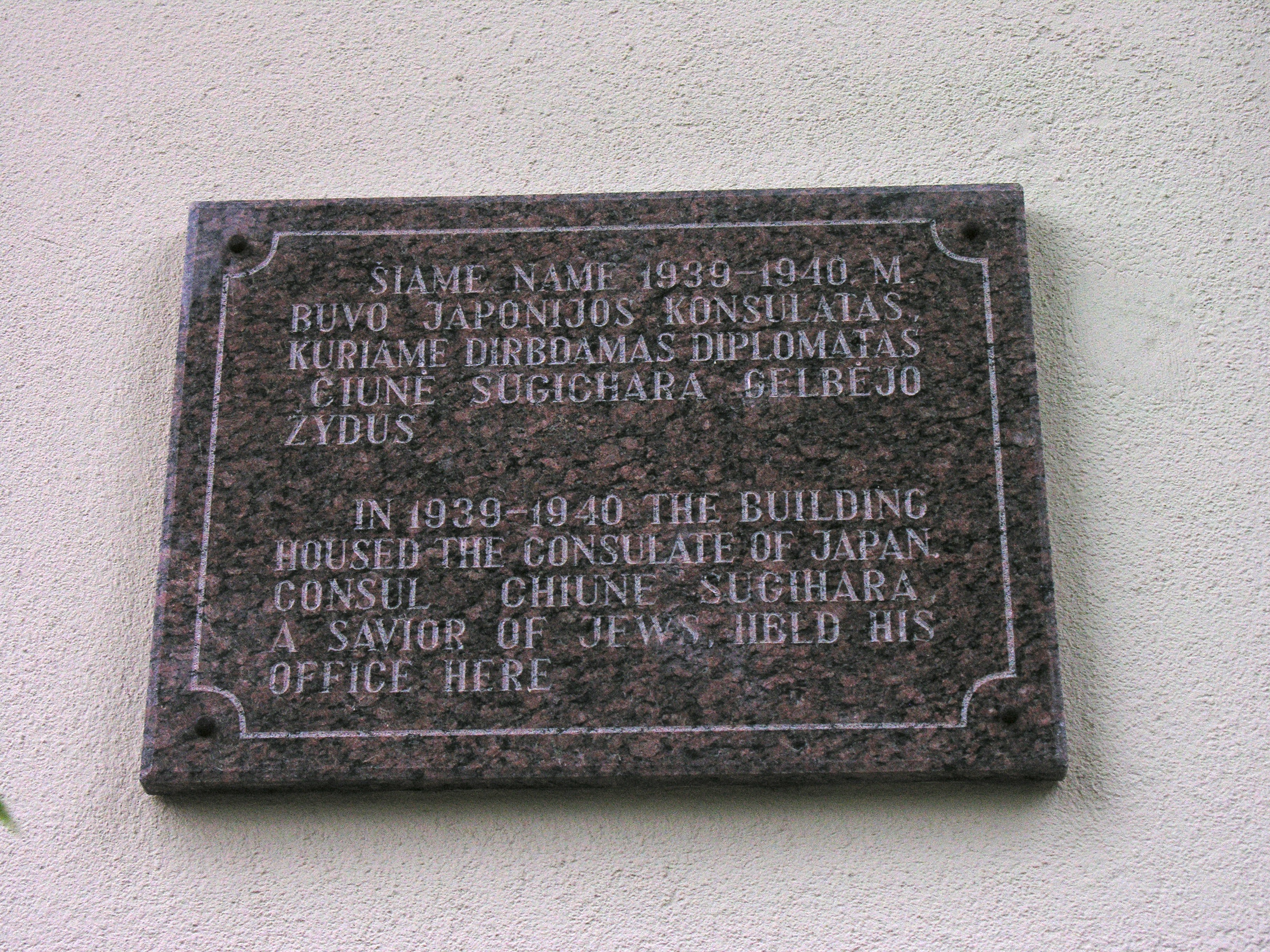
Plaque commémorative sur la maison de Sugihara à Kaunas.
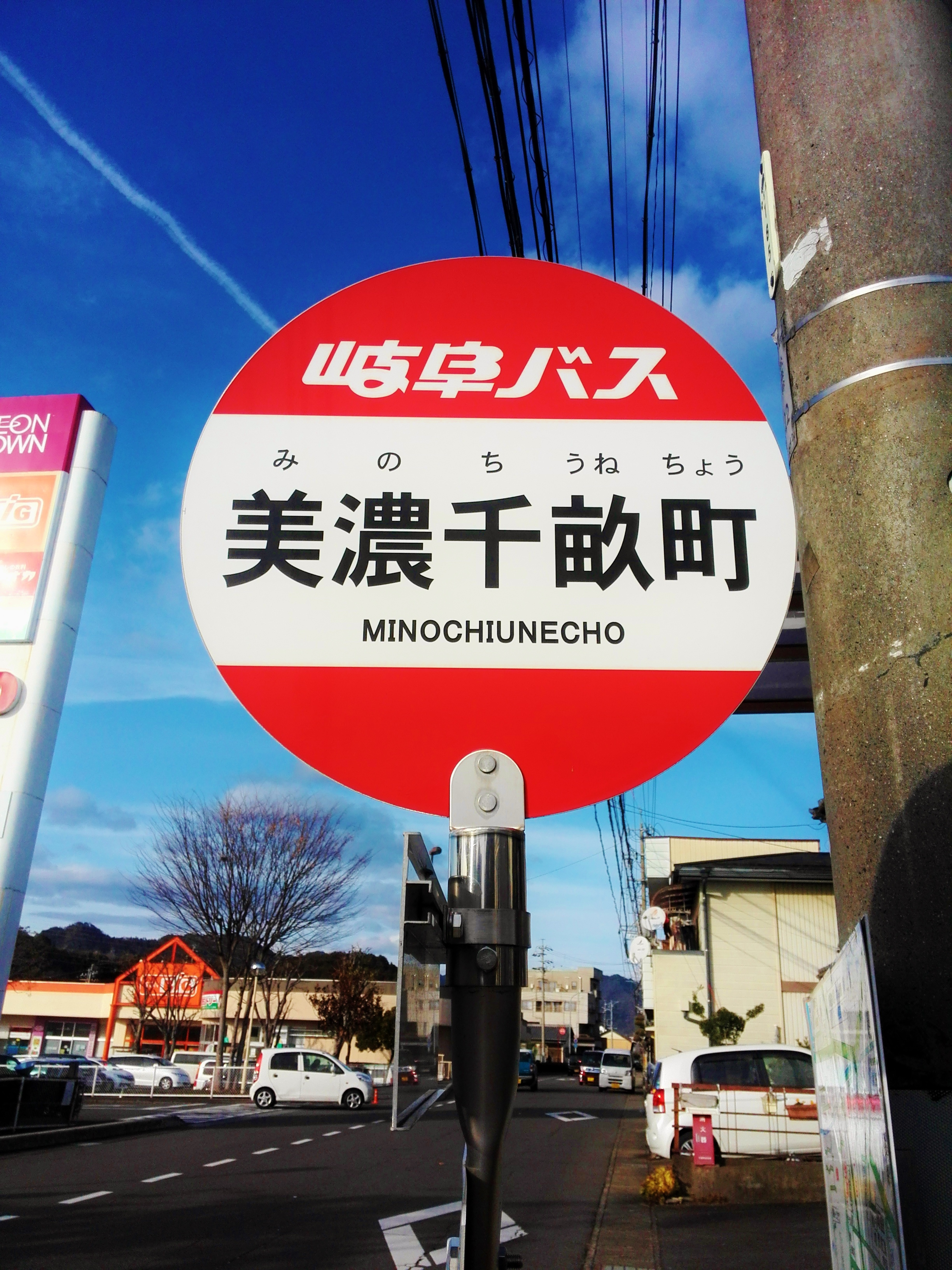
Arrêt de bus Chiune à Mino.
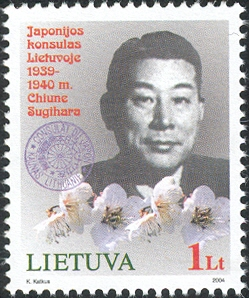
Timbre lituanien.

## Juifs sauvés par Sugihara

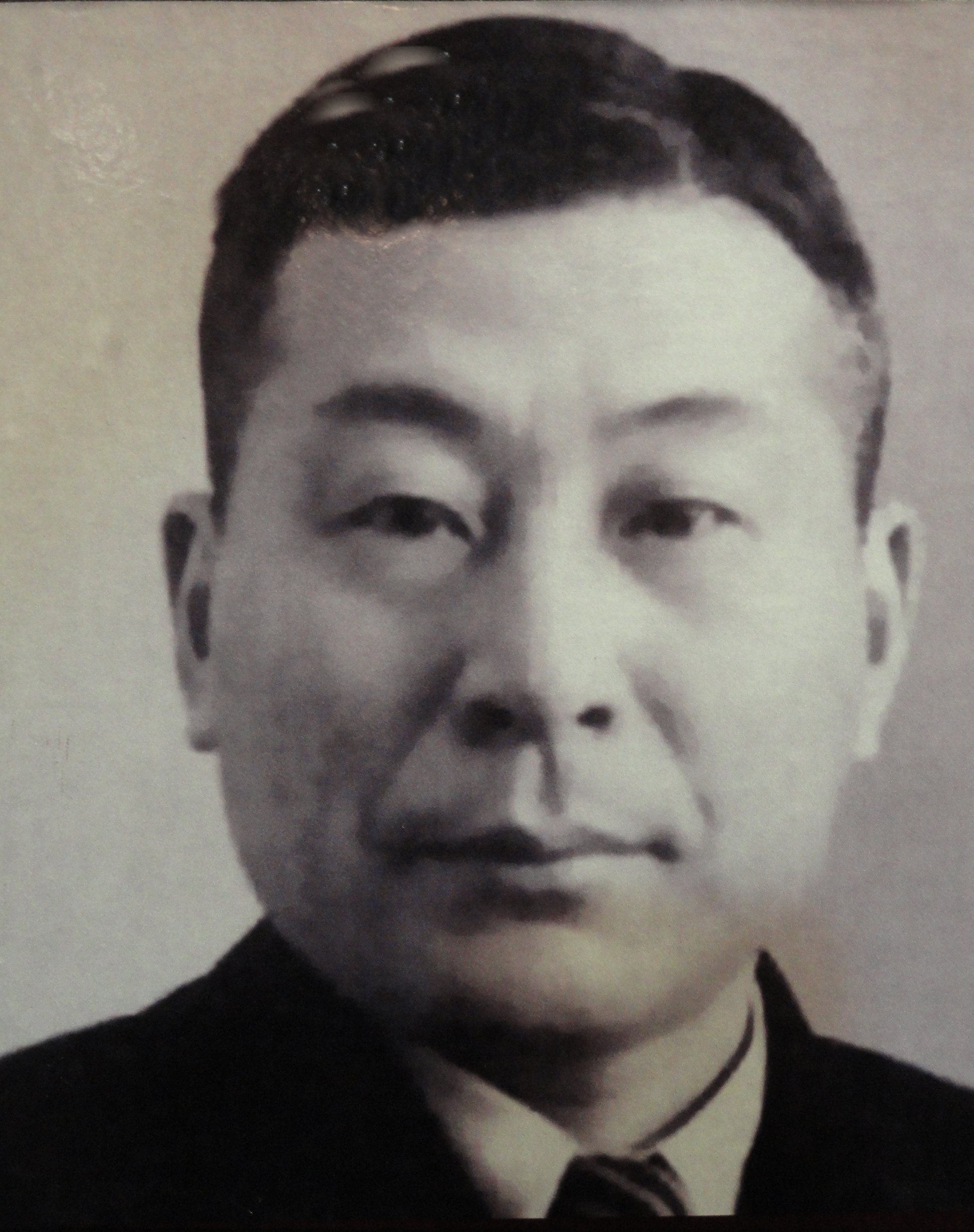
Chiune Sugihara en 1941.

Les réfugiés juifs fuyant la barbarie grâce aux « visas Sugihara » (et autres) doivent alors traverser toute l’Union soviétique pour arriver au Japon. La plupart repartent pour Shanghaï alors supervisé par le Japon, qui n'exige pas de visa, et où 30 000 Juifs vivent pendant la Seconde Guerre mondiale. De Shanghaï, certains réfugiés décrochent des visas pour le Canada ou les Etats-Unis avec l'aide de l'ambassadeur polonais à Tokyo, (pl) Tadeusz Romer. D'autres quittent le Japon pour rejoindre une île néerlandaise.
Le nombre total de Juifs sauvés par Sugihara reste en discussion mais est estimé à environ 6 000 personnes.
En ce qui concerne le nombre de réfugiés passés par le Japon, qui détenaient des visas de transit japonais pour Curaçao émis par Sugihara (dits « visas Sugihara »), il y a deux documents indiquant 2 200 et 6 000. « 6 000 personnes » indiquées dans Visas pour la vie est un ouï-dire : K. Watanabe fait valoir qu'il pourrait y avoir 6 000 personnes parce que l'utilisation de trois familles par visa est raisonnable, qu'il y a des articles de journaux indiquant 6 000, et que la plupart des réfugiés ont maintenant admis avoir eu un visa Sugihara. Le 29 septembre 1983, Fuji Television diffuse « Un visa qui a divisé le destin, les Japonais qui ont sauvé 4 500 Juifs ». En 1985, quand Chiune Sugihara est reçu « Juste parmi les nations », certains journaux japonais rapportent qu'il a sauvé 6 000 personnes, chiffre repris par le site de Courrier International.
Les « visas Sugihara » familiaux qui permettent aux familles de plusieurs personnes de voyager sur un seul visa, ont également été émis, ce qui représenterait un chiffre beaucoup plus élevé de sauvetages. Le Centre Simon-Wiesenthal a estimé que Chiune Sugihara a délivré des visas de transit pour environ 6 000 Juifs et que près de 40 000 descendants des réfugiés juifs sont encore en vie aujourd'hui grâce à ses actions. Les renseignements polonais ont produit de faux visas. L'estimation de la veuve de Sugihara et de leur fils aîné est qu'il aurait sauvé 10 000 Juifs d'une mort certaine ; le professeur à l'Université de Boston et auteur, Hillel Levine, estime également qu'il a aidé à « pas moins de 10 000 personnes », mais que beaucoup moins de personnes ont survécu, en fin de compte. En effet, certains Juifs qui ont reçu des visas de Sugihara ont échoué à quitter la Lituanie en temps opportun et ont ensuite été capturés par les Allemands qui ont envahi l'Union soviétique, le 22 juin 1941, pour périr dans la Shoah lituanienne.

## Réfugiés juifs au Japon

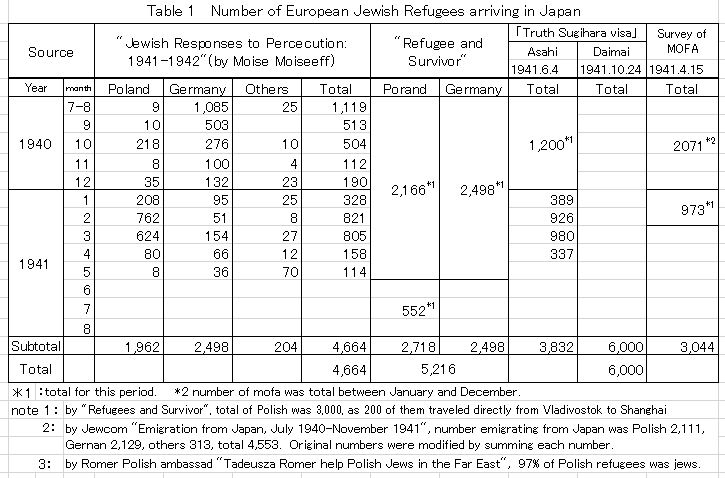
Estimation du nombre de réfugiés juifs européens arrivés au Japon en 1940-1941.

Des réfugiés juifs européens (allemands, lituaniens, tchèques, polonais...) commencent à arriver au Japon à partir de juillet 1940 et en repartent en septembre 1941. Une vue d'ensemble du cours de cette période est décrite dans le rapport annuel de 1940 et 1941 par le Comité de l’American Jewish Joint Distribution (JDC).
En juin 1940, l'Italie entre dans la guerre et la route de la Méditerranée est fermée. Le Comité en Grande Allemagne est contraint de chercher de nouveaux débouchés pour l'émigration, et transporte des Juifs d'Allemagne à travers l'Europe et l'Asie via le transsibérien, à Vladivostok, et de là au Japon. Du Japon, les réfugiés devaient embarquer pour les pays de l'hémisphère occidental. Alors que la grande majorité des réfugiés polonais résidant en Lituanie le 1er septembre 1940 et à qui cela était offert le 31 décembre 1940, a opté pour la citoyenneté soviétique, un groupe de 4 000 à 5 000 personnes n'a pu l'accepter, constitué principalement de rabbins, d'étudiants de yeshiva, de membres des classes intellectuelles et dirigeantes de diverses organisations communautaires et de travailleurs juifs, qui ont immédiatement fait une demande de permis de sortie de la Lituanie. Bien qu'au cours des premières semaines de 1941, les permis de sortie et des visas de transit japonais aient été facilement accordés, le problème était de savoir comment couvrir les coûts de transport pour ces milliers de personnes dont la vie était en péril si elles restaient en Lituanie. Le Comité paritaire de discipline, en collaboration avec un certain nombre d'autres groupes juifs américains, contribue à trouver les fonds nécessaires pour le voyage transsibérien vers le Japon de 1 700 personnes.
En juillet 1940, les réfugiés juifs d'Allemagne et d'autres pays commencent donc à arriver à Tsuruga, Shimonoseki et Kobe au Japon. Les ambassades et consulats japonais, à l'exception de Kaunas, ont émis 3 448 visas de transit japonais entre janvier 1940 et la mi-mars 1941. La plupart d'entre les détenteurs disposent de visas finaux valides et quittent immédiatement le Japon. À partir d'octobre 1940, les réfugiés polonais de la Lituanie arrivent à Tsuruga. Leur nombre augmente fortement en janvier 1941. « À la fin de mars, il y avait près de 2 000 (Juifs de Lituanie) dans le pays, principalement à Kobe. Plus de la moitié de ces réfugiés ne détenaient pas de visas finaux valides et ont été incapables d'aller plus loin que le Japon ». Des réfugiés ayant tenu des visas de transit japonais contrefaits émis par Sugihara mais n'ayant pas de visa de destination finale ont bénéficié du fait que le Soviet voulait se débarrasser des réfugiés polonais qui étaient bloqués avec des visas de transit japonais en territoire soviétique, le plus tôt possible, et les a autorisés à monter dans le train pour Vladivostok avec ou sans visa de destination,. Le gouvernement japonais a donc été forcé d'admettre l'entrée de ces voyageurs. Le 8 avril 1941, 500 réfugiés juifs sans visa, majoritairement polonais, arrivent à Kobe. Tous ces réfugiés sans visa final sont donc contraints de rester longtemps sur place pour trouver un pays d'immigration.

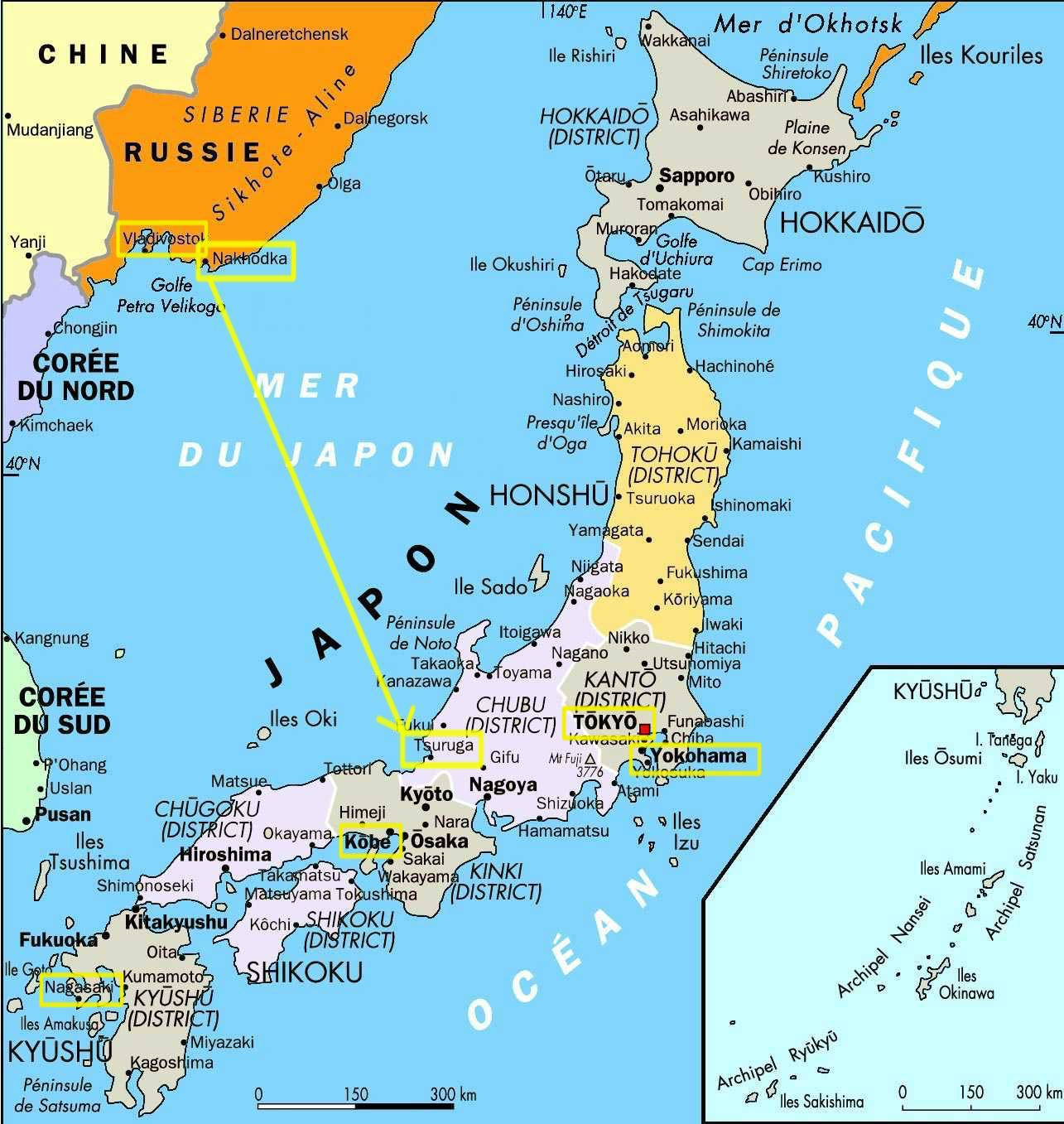
Localisation des points de départ de Vladivostok et Nakhodka en URSS, et de ceux d'arrivée à Tsuruga, Tokyo, Nagasaki, Kobe et Yokohama au Japon.

Le nombre de réfugiés juifs qui sont arrivés au Japon, est variable selon les sources car il n'y a pas toujours de documents diplomatiques fiables pour chaque catégorie d'entre eux.
L'ambassadeur de Pologne à Tokyo se souvient : « Ils (les réfugiés polonais) avaient seulement des visas fictifs néerlandais pour l'île de Curaçao et des visas de transit japonais ». Selon la liste des noms des réfugiés figurés par la préfecture de Fukuyi, des 306 personnes qui ont débarqué à Port Tsuruga en octobre 1940, il y avait 203 Polonais. Leurs destinations étaient 89 pour les États-Unis, 46 pour la Palestine, 24 pour Curaçao et autres destinations. Les documents de USHMM et « Refugee and Survivor » ne mentionnent pas le nombre de personnes qui ont été sauvées par les visas de Sugihara.
Plus de la moitié des réfugiés qui sont entrés avec un visa invalide, y compris « visa Sugihara », obtiennent des visas valables avec l'aide des JDC, Jewcom et de l'Ambassade de Pologne, et se réfugient vers leur pays d'accueil. En août-septembre 1941, les autorités japonaises transfèrent environ 850 réfugiés bloqués au Japon à Shanghai avant que le Japon et les États-Unis n'entrent en guerre. Selon le Jewcom, le nombre de réfugiés polonais quittant le Japon était de 860 pour Shanghai, 532 pour les États-Unis, 186 pour le Canada, 186 pour la Palestine mandataire, 81 pour l'Australie, 59 pour l'Afrique du Sud et 207 pour d' autres destinations, soit au total 2 111 personnes.

### Notices d'autorité
- Notices d'autorité :   - VIAF
  - ISNI
  - BnF (données)
  - IdRef
  - LCCN
  - GND
  - Japon
  - Pays-Bas
  - Pologne
  - Israël
  - NUKAT
  - Catalogne
  - Norvège
  - Tchéquie
  - WorldCat